# 扎韋爾赫尼亞基切拉
48°29′18″N 23°40′0″E / 48.48833°N 23.66667°E
扎韋爾赫尼亞基切拉（烏克蘭語：Заверхня Кичера）是烏克蘭西部的村莊，隸屬外喀爾巴阡州的胡斯特區。該村始建於1500年，海拔高度891米，2001年人口164。